# Conservatorio San Pietro a Majella
Das Konservatorium „San Pietro a Majella“ (italienisch: Conservatorio «San Pietro a Majella» di Napoli) ist eine Musikhochschule in Neapel.

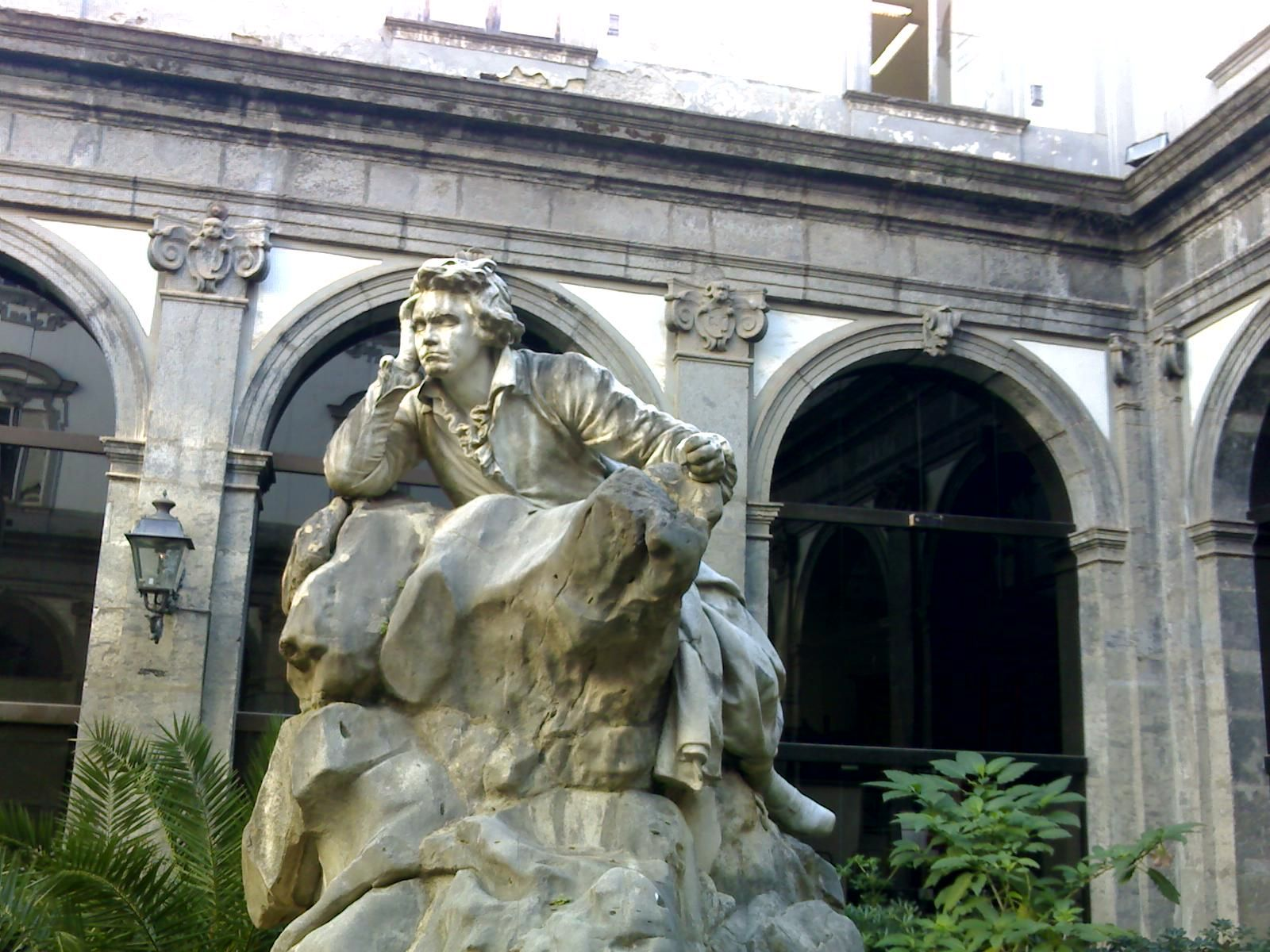
Beethoven-Statue des Bildhauers Francesco Jerace (1895) im Innenhof des Konservatoriums

## Geschichte
Das Konservatorium ist eine der traditionsreichsten musikalischen Ausbildungsstätten der Welt. Es geht zurück auf die vier berühmten Konservatorien der Stadt, die bereits im 16. Jahrhundert gegründet wurden: Santa Maria di Loreto, Pietà dei Turchini, Sant’Onofrio a Porta Capuana und Poveri di Gesù Cristo. Es handelte sich ursprünglich um Waisenhäuser, die jedoch im 17. und 18. Jahrhundert als musikalische Ausbildungsstätten so berühmt waren, dass sie später zum Vorbild für andere gleichnamige Konservatorien an anderen Orten wurden. Sie standen auch in einem direkten Zusammenhang zur Entwicklung einer eigenen Opern-Stilrichtung im 18. Jahrhundert, der sogenannten Neapolitanischen Schule.
In seiner heutigen Form wurde die Institution 1808 als Real Collegio di Musica neugegründet und bezog 1826 auf Anordnung des Königs Francesco I. mit der Bezeichnung Reale Conservatorio di Musica di San Pietro a Majella seinen heutigen Sitz im ehemaligen Konvent neben der namensgebenden Kirche von San Pietro a Majella.
Das Konservatorium verfügt auch über eine sehr reiche Bibliothek mit einer Vielzahl historischer Dokumente. In dem zugehörigen Museum befindet sich die einzige bekannte von Antonio Stradivari hergestellte Harfe.

## Wichtige Lehrer und Schüler
- Giovanni Paisiello (erster Direktor)
- Girolamo Crescentini (Lehrer)
- Niccolò Antonio Zingarelli (Direktor)
- Vincenzo Bellini (Schüler)
- Gaetano Donizetti (Lehrer)
- Saverio Mercadante (Schüler, Lehrer, Direktor)
- Paolo Serrao (Schüler, Lehrer, Direktor)
- Francesco Paolo Tosti (Schüler)
- Alessandro Longo (Schüler, Lehrer, Direktor)
- Francesco Cilea (Schüler und Lehrer)
- Umberto Giordano (Schüler)
- Aldo Ciccolini (Schüler und Lehrer)
- Riccardo Muti (Schüler)